# Astragalus segazicus
Astragalus segazicus är en ärtväxtart som beskrevs av Ahmed Ahmad Parsa. Astragalus segazicus ingår i släktet vedlar, och familjen ärtväxter. Inga underarter finns listade i Catalogue of Life.